# Centro dell'Europa

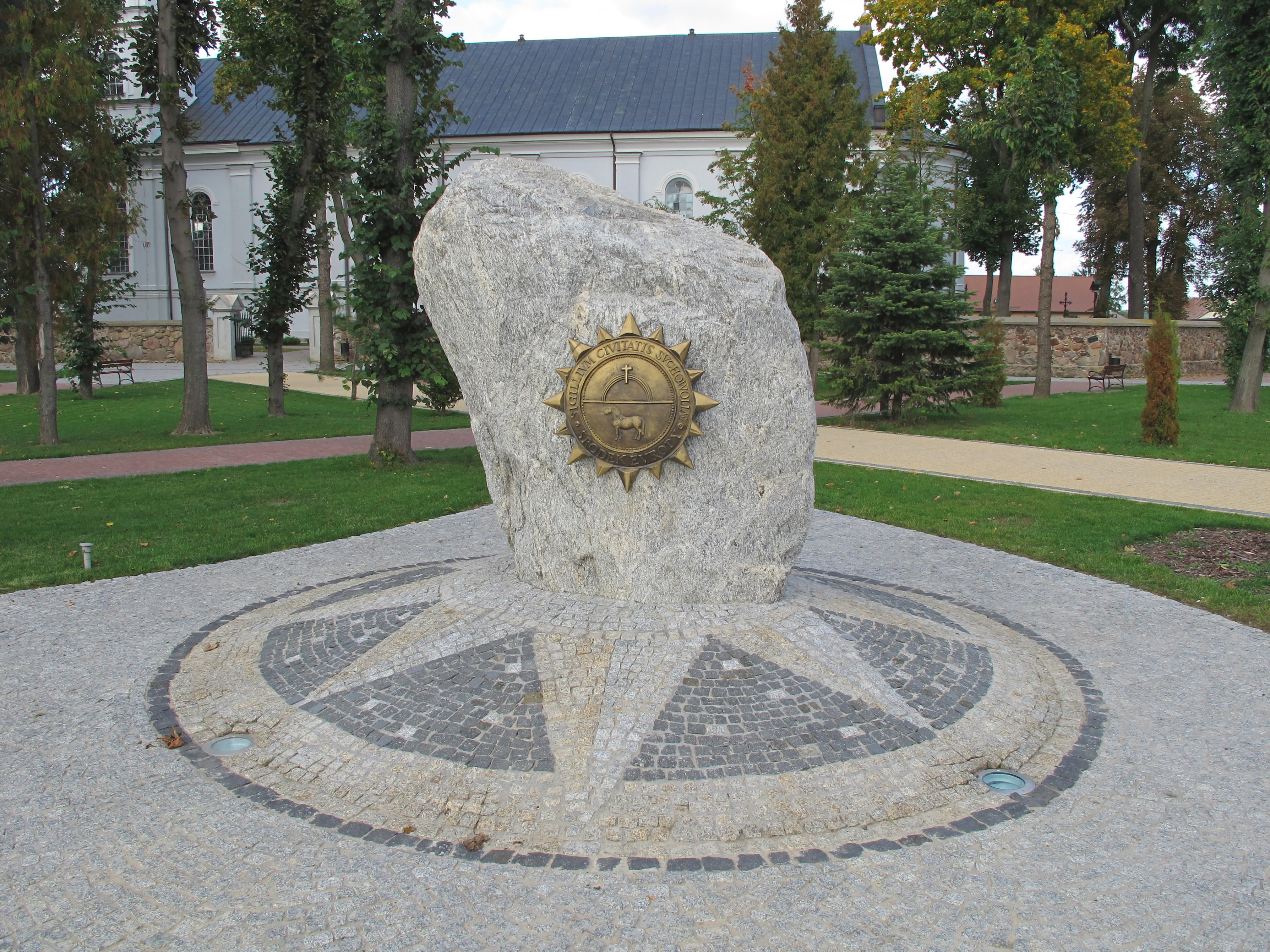
Monumento di Suchowola, in Polonia

Il dibattito su dove si trovi il centro geografico dell'Europa non si è ancora risolto: esistono differenti opinioni basate sulle misurazioni, sulla definizione dei confini e del punti estremi dell'Europa, nonché sui differenti modi di calcolare il risultato finale.

## Attuali
Le località che attualmente aspirano alla qualifica di centro dell'Europa sono:
- Bernotai, o Purnuškės, vicino a Vilnius, in Lituania;
- un punto sull'isola di Saaremaa, in Estonia;
- il villaggio di Krahule, vicino a Kremnica, nella Slovacchia centrale;
- la cittadina di Rachiv o il villaggio di Dilove, nell'Ucraina occidentale;
- Suchowola, a nord di Białystok, nella Polonia nord-orientale, e Toruń, nella parte settentrionale della Polonia centrale;
- Polack, in Bielorussia;
- Zelný trh, Brno, nella Repubblica Ceca;
- alcune altre località meno probabili.

## Misure storiche

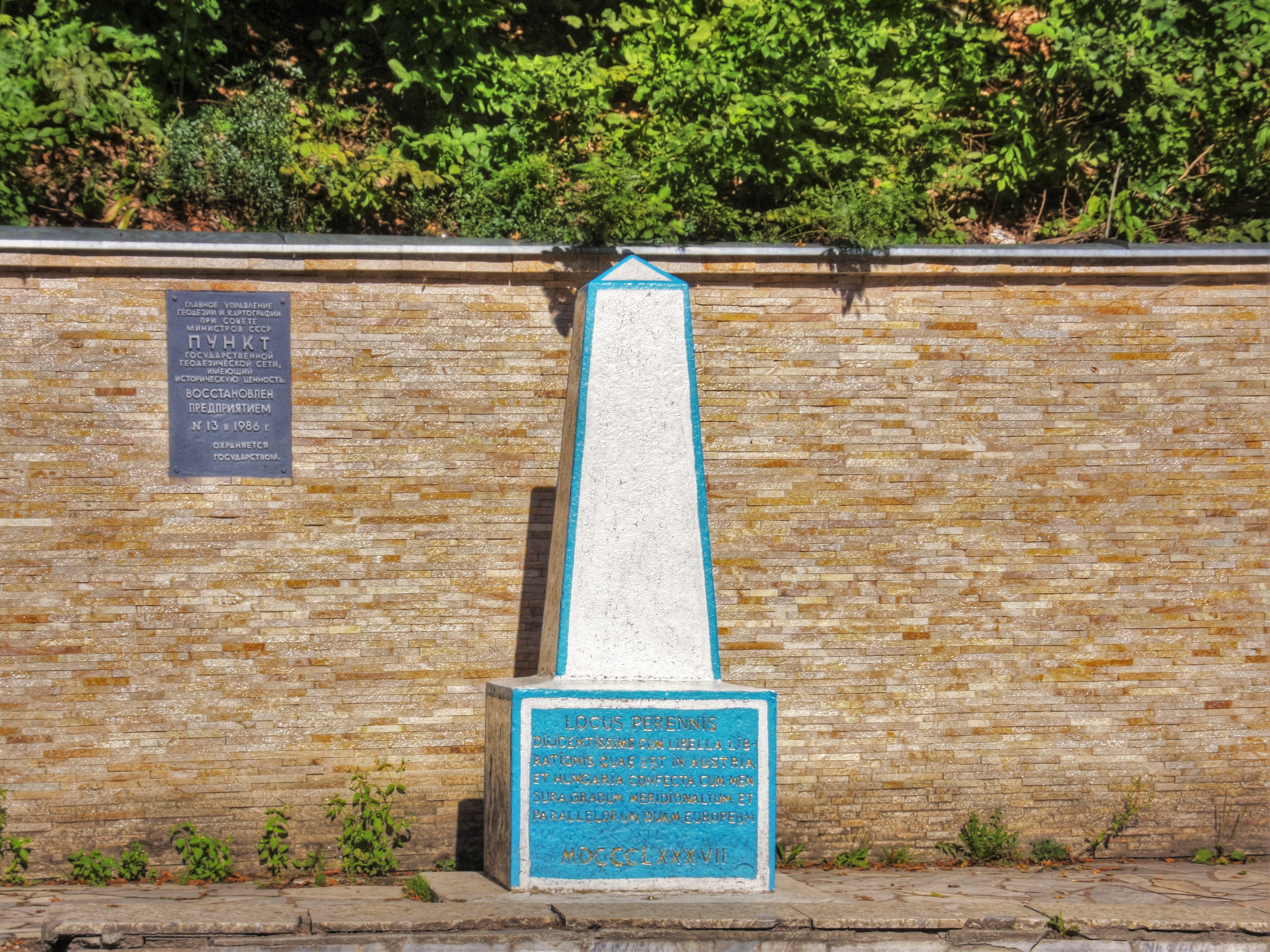
Monumento in Ucraina

### Polonia
Nel 1775 l'astronomo reale polacco Szymon Antoni Sobiekrajski pubblicò un rapporto che asseriva che il centro geografico dell'Europa era situato nella città di Suchowola (ora il distretto di Sokółka). La metodologia che utilizzò fu calcolare i quattro punti estremi del continente per poi tracciare le linee che univano quelli diametralmente opposti: il centro era l'incontro delle due linee. La città di Suchowola, situata a 53°35′N 23°06′E, ha eretto un monumento che la dichiara luogo del centro geometrico dell'Europa.

### Slovacchia
Nessuno sa quando o da chi la chiesa di San Giovanni nel villaggio di Krahule, sulla via per Kremnické Bane, fu dichiarata centro dell'Europa, ma la tradizione affonda le sue radici fino al tardo XVIII secolo. La leggenda locale parla dell'intervento di un angelo che persuase gli astronomi locali a realizzare il proposito di cercare il centro del continente; è probabile che fu utilizzato il metodo del centro dei cerchi sempre più piccoli disegnati intorno al continente, fino a giungere al centro. Krahule è situata nella Slovacchia centrale (nel XVIII secolo era in Ungheria, nell'Impero austro-ungarico), vicino alla città mineraria di Kremnica, ora famoso centro invernale. Alle coordinate  48°45′N 18°55′E c'è una lapide che segnala il luogo e un hotel dal nome "Centro dell'Europa".

### Ucraina
In Ucraina, il villaggio di Dilove, situato sul Tibisco, vicino al confine con la Romania nella contea di Rachiv (regione della Transcarpazia), contiene un monumento storico e una grande pietra che si crede segni il centro geografico dell'Europa, come deriva dalle misure del 1887 dei geografi dell'Impero austro-ungarico. L'interpretazione dell'iscrizione latina sul monumento è oggetto di dibattiti, poiché alcuni ritengono che la lapide sia solo una dei punti fissi di triangolazione stabiliti nel territorio dell'ex-Impero. I confini esterni dell'Europa presi in considerazione durante il calcolo non sono infatti noti. Secondo la descrizione, il metodo utilizzato per il calcolo è quello dei punto medio geometrico delle latitudini e longitudini estreme del continente, pertanto la pietra fu situata a  48°30′N 23°23′E. L'attuale posizione del monumento sembra piuttosto 47°57′46.47″N 24°11′14.4″E e non sarebbe, quindi, legata alle coordinate del centro geografico.

### Sassonia
I tedeschi fecero la propria analisi geografica all'inizio del primo decennio del XX secolo e conclusero che le misurazioni austriache erano errate. Gli studiosi tedeschi stabilirono che il centro geografico "vero" dell'Europa era nella capitale della Sassonia, Dresda, vicino alla chiesa "Frauenkirche" (Chiesa delle donne). I nazisti misero l'accento su questo risultato, proclamando la Germania "cuore dell'Europa".
Le misurazioni effettuate dopo la seconda guerra mondiale dagli studiosi dell'Unione Sovietica contraddissero i tedeschi e proclamarono di nuovo Rachiv e Dilove centro geografico dell'Europa. Il vecchio monumento nella piccola città fu riesibito, e venne intrapresa una grande campagna di convincimento.

## Misurazioni attuali

### Polonia
Si cita spesso su internet che le analisi attuali, utilizzando una combinazione di misurazioni delle latitudini e longitudini dagli estremi dell'Europa, possano individuare il centro del continente nella parte settentrionale della Polonia centrale. Ciò è supportato da calcoli basati sul metodo del centro di massa, che fa uso di una combinazione di analisi della popolazione e della superficie, giungendo in tal modo a porre il centro nella città di Toruń, a circa 350 km a est del confine con la Germania, a 150 km a sud di Danzica e a 200 km a nord-ovest della capitale polacca, Varsavia. Sfortunatamente, l'autore di questa teoria, così come i suoi dati, sono sconosciuti. Inoltre, nessuno nella città di Toruń ha mai sentito parlare di questa teoria.

### Lituania

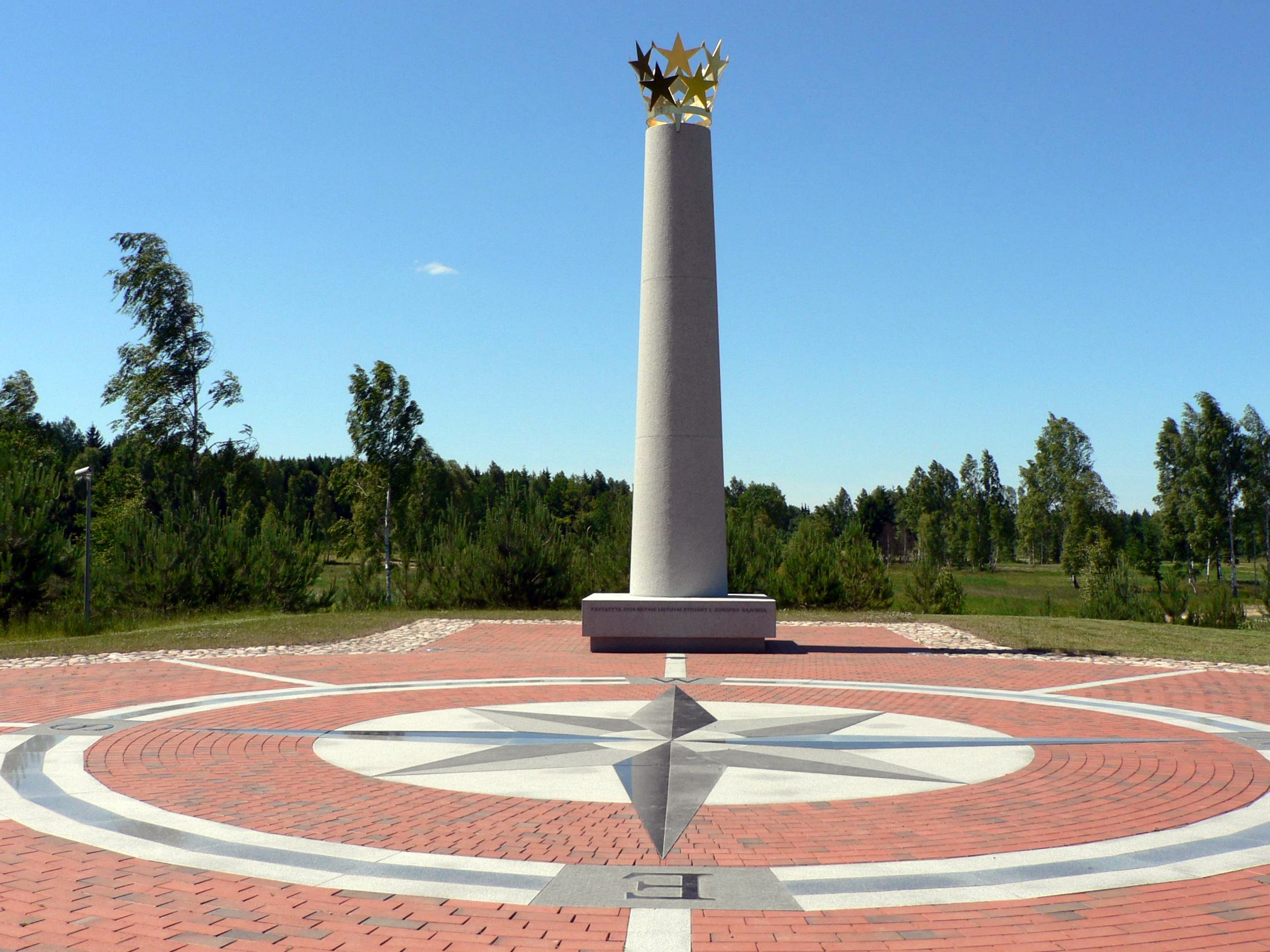
Monumento del centro geografico dell'Europa in Lituania

Dopo una correzione dei confini del continente europeo nel 1989, Jean-George Affholder, studioso dell'Istituto Geografico Nazionale della Francia, stabilì che il centro geografico dell'Europa si trova a 54°54′N 25°19′E.  Il metodo utilizzato per il calcolo fu quello del centro di gravità della forma geometrica dell'Europa.
Questo punto si trova in Lituania, a 26 km a nord della capitale, Vilnius, vicino al villaggio di Purnuškės. Lo scultore Gediminas Jokūbonis ha posto in quell'esatto punto nel 2004 un monumento, consistente in una colonna di granito bianco sormontata da una corona di stelle. Intorno al monumento, una vasta area di boschi e campi, che include il Lago Girija e la collina Bernotai fu dichiarata riserva nazionale nel 1992 dal Ministero del Turismo e del Ministero dell'Economia lituani.

### Estonia
Se si prendono in considerazione tutte le isole dell'Europa, dalle Azzorre alla Terra di Francesco Giuseppe e da Creta all'Islanda, si trova che il centro dell'Europa si trova sull'isola di Saaremaa, nell'Estonia occidentale, sulla penisola meridionale di Sõrve, a nord della città di Torgu, a 58°18′14″N 22°16′44″E. Ancora una volta, non è conosciuto né l'autore né il metodo di calcolo.

### Bielorussia
Di recente c'è una nuova teoria secondo la quale Vicebsk 55°11′N 30°10′E, nel nord-est della Bielorussia, o per esattezza a circa 48 km da Polack 55°11′N 28°15′E  nella parte centrale della provincia di Vicebsk, nella Bielorussia orientale, sia il centro dell'Europa. Il calcolo degli scienziati bielorussi è stato poi approvato dall'Accademia russa delle scienze. In città è presente un piccolo monumento con la scritta "Centro dell'Europa".

### Altre teorie
Alcune persone confondono due concetti: "centro geografico dell'Europa" e "centro geografico di una nazione che si trova (approssimativamente) al centro dell'Europa". Questa confusione ha generato diverse teorie secondo le quali il centro dell'Europa sarebbe a:
- Číhošť, vicino a Ledeč nad Sázavou, al centro della Repubblica Ceca ;
- Piątek, al centro della Polonia.

Probabilmente si possono ricondurre a un errore di questo tipo anche le teorie secondo cui il centro dell'Europa sarebbe a Babrujsk (città al centro della Bielorussia) e a Krahule (città al centro della Slovacchia; bisogna ricordare, però, che al tempo dell'enunciazione di quest'ultima ipotesi la moderna Slovacchia ancora non esisteva).
Braunau am Inn, in Austria, nella provincia dell'Alta Austria vicino al confine con la Germania, fu dichiarata centro dell'Europa da Napoleone Bonaparte, ma senza ragioni di carattere geografico.

## Centro geografico dell'Unione Europea

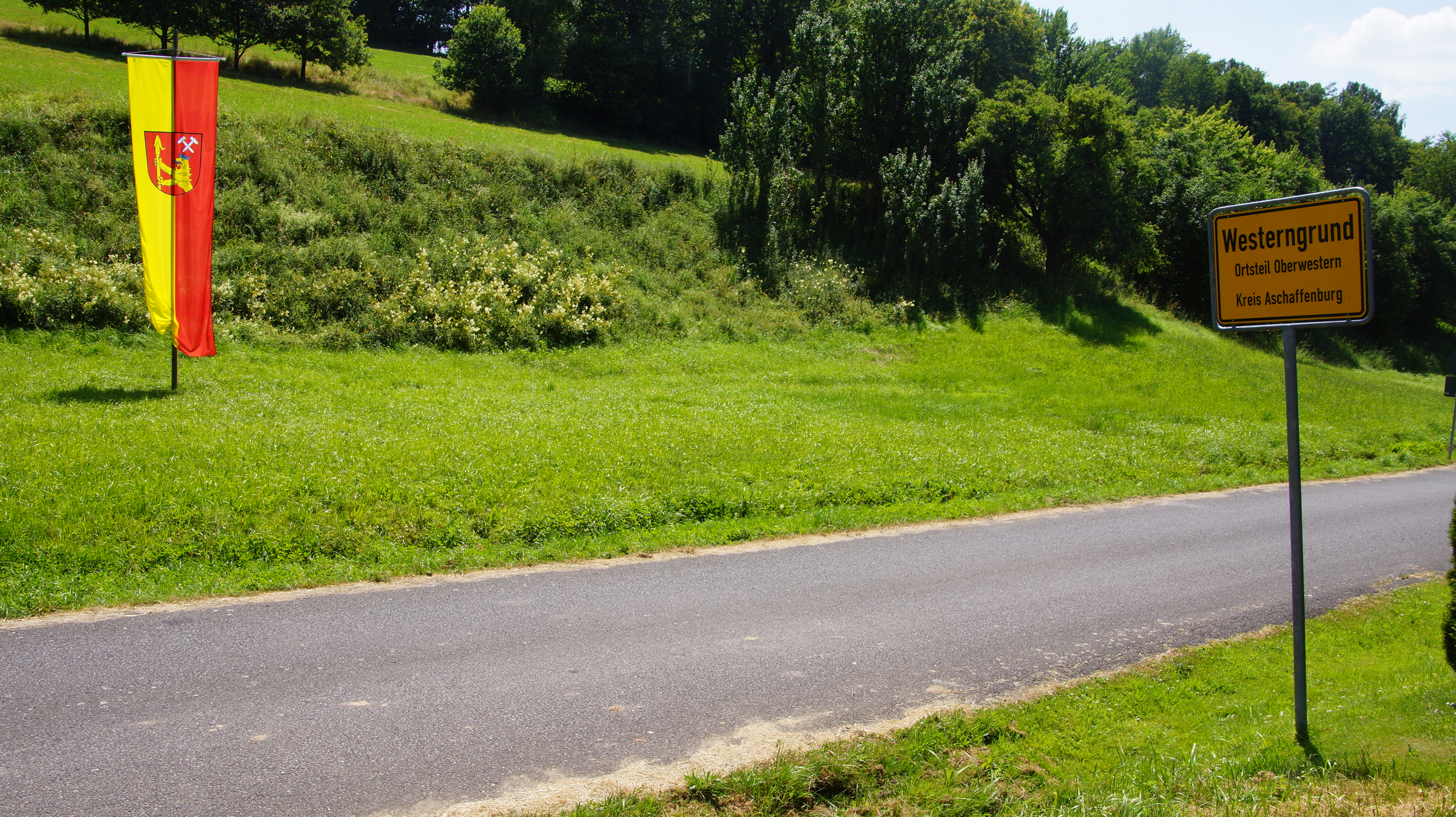
Centro geografico dell'Unione Europea a Westerngrund, in Baviera

Altre località si sono fregiate del titolo di centro geografico dell'Europa basandosi su calcoli che prendevano in considerazione solo gli Stati membri dell'Unione Europea.

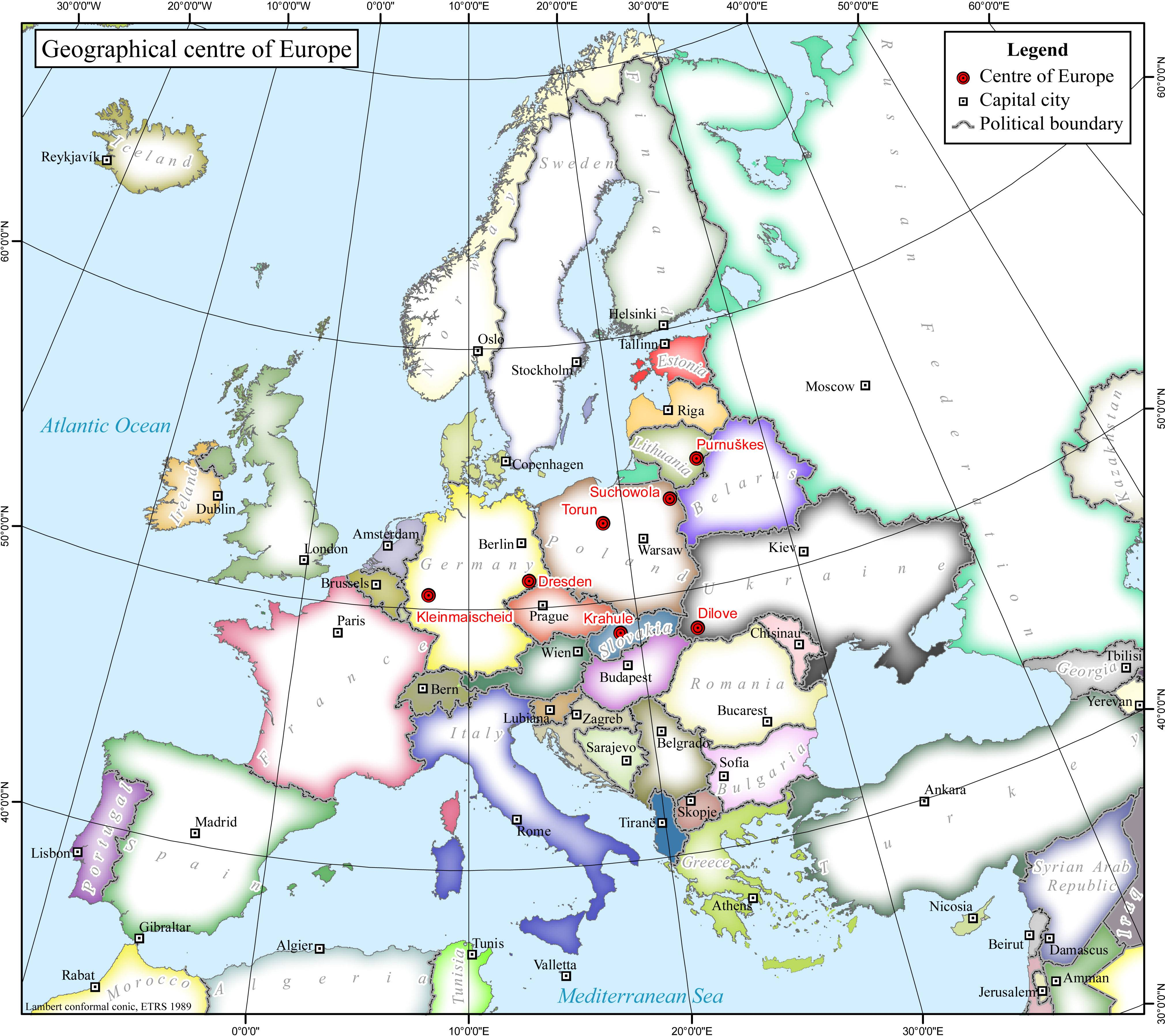
Questa mappa mostra con punti rossi alcuni dei luoghi pretendenti al titolo di «centro geografico dell'Europa»: Dilove (presso Rachiv, in Ucraina), Krahule (o Kremnické Bane, in Slovacchia), Dresda e Kleinmaischeid (in Germania), Toruń e Suchowola (in Polonia), Bernotai e Purnuškės (in Lituania)

### Calcoli dell'IGN
Dal 1987 il centro dell'Unione Europea e delle organizzazioni antecedenti è calcolato dall'Institut géographique national (IGN) della Francia.
Tra il 1987 e il 1990 l'IGN collocò il centro della CEE nel comune francese di Saint-André-le-Coq. Tra il 1990 e il 1995, con la riunificazione della Germania, il centro fu spostato di 25 km nel villaggio di Saint-Clément, dove sorge un piccolo monumento. Tra il 1995 e il 2004 il centro fu posto a 50°00′33″N 4°39′59″E, nella località di Viroinval, in Belgio: un monumento posto in quel luogo segna l'ex-centro dell'UE. Dal 2004 il centro si trova a 50°31′31″N 7°35′50″E, nel villaggio di Kleinmaischeid, in Germania.

### Altri calcoli
Il centro geografico dell'UE come calcolato dall'IGN non è esente da dispute: se si prendono, infatti, in considerazione le isole dell'oceano Atlantico, il punto si trova altrove (l'opinione più diffusa riguarda la Germania).